# سلام دانك

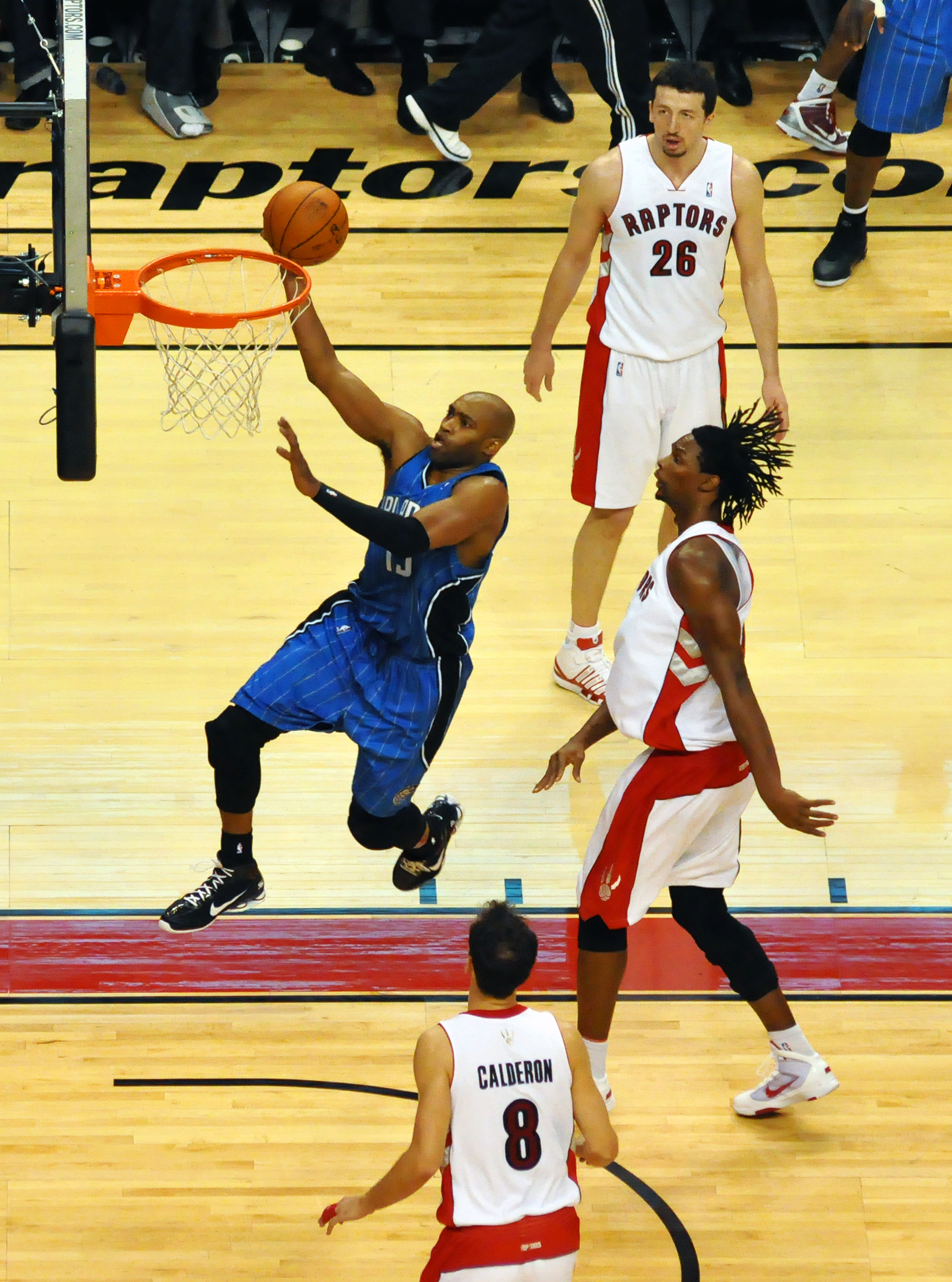
فينس كارتر يسدد الكرة في عام 2009

الغمر أو سلام دنك (بالإنجليزية: Slam Dunk)، والمعروفة أيضًا باسم غمر الكرة أو دَنْك، هي نوع من ضربات كرة السلة التي تجري عندما يقفز اللاعب في الهواء، ويتحكم في الكرة فوق المستوى الأفقي للحافة، ويسجل عن طريق دفع الكرة مباشرة عبر السلة بيد واحدة أو كلتا يديه. إنه نوع من الأهداف الميدانية التي تستحق نقطتين. كانت هذه الضربة تُعرف باسم "دنك شوت" (Dunk Shot)  حتى تم صياغة مصطلح "ضربة الغطس الحاسمة" من قبل المعلق السابق لفريق لوس أنجلوس ليكرز تشيك هيرن.
عادةً ما تكون سلام دنك هي النسبة الأعلى من التسديدات  وهي المفضلة لدى الجماهير. وبالتالي، فإن هذه المناورة غالباً ما تؤخذ من لعبة كرة السلة وتُعرض في سلام دنك (منافسة) مثل مسابقة إن بي أيه سلام دنك التي تُقام خلال عطلة نهاية الأسبوع السنوية لنجوم NBA . أقيمت النسخة الأولى من مسابقة إن بي أيه سلا دنك خلال فترة الاستراحة بين شوطي مباراة أيه بي أيه أول ستار لعام 1976 .
أجريت دراسة في عام 2015 لإظهار فعالية أنواع مختلفة من الضربات، بما في ذلك الضربات القوية. تم إجراء الدراسة على خمسة مستويات مختلفة من كرة السلة (الدوري الاميركي للمحترفين، بطولة أوروبا لكرة السلة، دوري الدرجة الأولى السلوفيني، ودوريان صغيران). بشكل عام، أظهرت الدراسة أن السحقات كانت طريقة فعالة للغاية للتسجيل في لعبة كرة السلة، وخاصة في دوري كرة السلة الأميركي للمحترفين، الذي كان لديه أعلى نسبة سحق في الدراسة.

## تاريخ
جو فورتنبيري، الذي يلعب في فريق ماكفرسون جلوب ريفينيرز، سجل الكرة في عام 1936 في ماديسون سكوير جاردن. تم تخليد هذا الإنجاز من قبل آرثر دالي، الكاتب الرياضي الحائز على جائزة بوليتسر في صحيفة نيويورك تايمز، في مقال له في مارس 1936. وكتب أن جو فورتينبيري وزميله ويلارد شميت، بدلاً من إطلاق النار على سلة الخصم، قفزا لأعلى و"رمى الكرة إلى أسفل في السلة، تمامًا مثل عميل الكافتيريا الذي يغمس لفافة في القهوة".
خلال أربعينيات القرن العشرين، كان لاعب الوسط الذي يبلغ طوله 7 أقدام والحائز على الميدالية الذهبية الأوليمبية بوب كورلاند يسدد الكرة بشكل منتظم أثناء المباريات. ومع ذلك، نظر المدافعون إلى تنفيذ الضربة القاضية باعتبارها إهانة شخصية تستحق الانتقام؛ وبالتالي، غالبًا ما كان المدافعون يرهبون اللاعبين الهجوميين ويحبطون هذه الحركة. أشار جورج ميكان، منافس كورلاند، إلى أننا اعتدنا على إحراز الأهداف في التدريبات التي تسبق المباريات، وليس أثناء اللعب. وقال ساتش ساندرز، الذي لعب في صفوف بوسطن سيلتيك من عام 1960 إلى عام 1973: "في الأيام الخوالي، كان [المدافعون] يركضون تحتك عندما تكون في الهواء... محاولين إخراج اللاعبين من المباريات حتى لا يتمكنوا من اللعب. كانت هذه قاعدة غير مكتوبة".
ومع ذلك، بحلول الخمسينيات وأوائل الستينيات من القرن العشرين، قام بعض أطول وأقوى لاعبي الوسط في دوري كرة السلة الأميركي للمحترفين، مثل بيل راسل وويلت تشامبرلين، بدمج هذه الحركة في ترسانتهم الهجومية. ثم بدأ اللاعبون الأصغر حجمًا قليلًا في خط الهجوم والحراسة في القيام بالدونك، مما ساعد في نشر هذه الحركة، مثل "القفز" جوني جرين، وجوس جونسون، وإلجين بايلور، وكوني هوكينز في الستينيات؛ وديفيد تومسون وجوليوس إيرفينج في السبعينيات. أدى هذا إلى تحويل الغمس إلى الوجبة القياسية التي هي عليها اليوم.

### تغييرات القواعد عام 1956

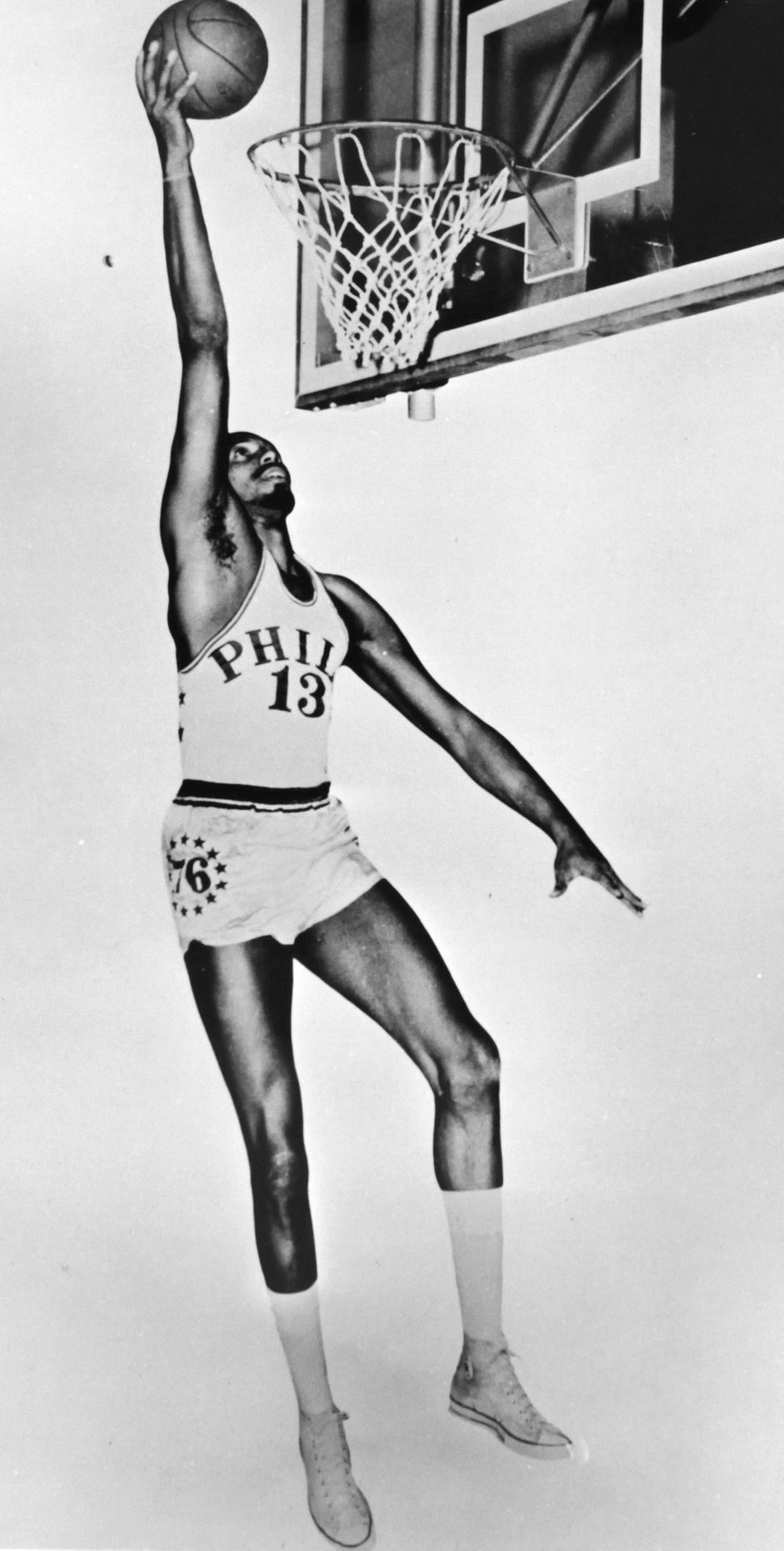
ويلت تشامبرلين في عام 1967.

في الخمسينيات من القرن العشرين، نجح جيم بولارد  وويلت تشامبرلين  في إحراز رمية حرة من على بعد 15 قدمًا من السلة. تمكن تشامبرلين من تسديد الكرة من خط الرمية الحرة دون الحاجة إلى الركض، حيث بدأ حركته إلى الأمام من داخل النصف العلوي من دائرة الرمية الحرة. كان هذا هو المحفز لتغيير قاعدة NCAA لعام 1956 والتي تتطلب من الرامي الحفاظ على كلتا قدميه خلف الخط أثناء محاولة الرمية الحرة. كما تم حظر التمريرة الداخلية فوق اللوحة الخلفية بسبب تشامبرلين. تم تقديم حراسة المرمى الهجومية، والتي تسمى أيضًا التدخل في السلة، كقاعدة في عام 1956 بعد أن استغلها بيل راسل في سان فرانسيسكو وكان تشامبرلين على وشك دخول اللعب الجامعي. أثناء وجوده في جامعة كانساس، كان من المعروف أن تشامبرلين سجل هدفًا في سلة تجريبية بطول 12 قدمًا أعدها فوج ألين ‏. عندما غمس تشامبرلين الكرة كان يطلق على ذلك "غمسة الغواصة".

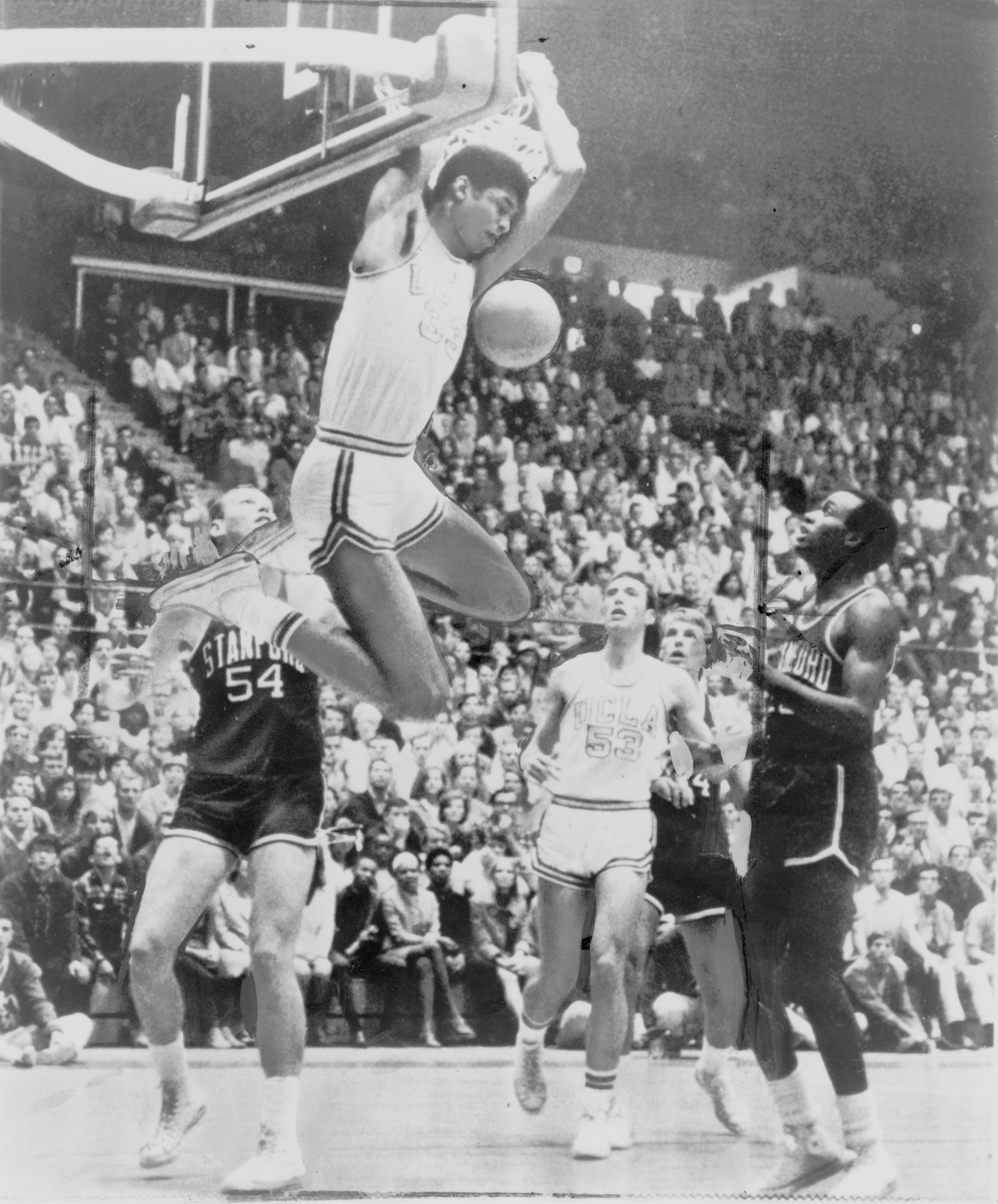
غطسة من ألكيندور

### قاعدة ليو ألكيندور
تم حظر الغمر في NCAA والرياضة في المدارس الثانوية من عام 1967 إلى عام 1976. وقد عزا العديد من الناس الحظر إلى هيمنة ظاهرة الكليات ليو ألكيندور (المعروف الآن باسم كريم عبد الجبار)؛  ويشار أحيانًا إلى قاعدة عدم الغمس باسم "قاعدة ليو ألكيندور". وقد عزا آخرون الحظر إلى دوافع عنصرية، حيث كان معظم الغمسين البارزين في كرة السلة الجامعية في ذلك الوقت من الأمريكيين من أصل أفريقي، وقد حدث الحظر بعد أقل من عام من مباراة بطولة كرة السلة لقسم الجامعات في NCAA عام 1966، حيث تغلب فريق تكساس ويسترن بتشكيلة أساسية من السود بالكامل على فريق كنتاكي بالكامل من البيض للفوز بالبطولة الوطنية. تحت قيادة المدرب جاي لويس، استخدم هيوستن (مع إلفين هايز) ستاف" شوت" بشكل كبير في طريقهم إلى الدور قبل النهائي في 1967.

### الحافات المنفصلة
في عام 1976، تقدم آرثر إيرهات في دوري كرة السلة الأميركي للمحترفين بطلب براءة اختراع لـ"حافة تنحني ثم تعود على الفور إلى وضعها الأصلي"، مما يجعل الغمس آمنًا لأول مرة من خلال تقليل تحطيم اللوحات الخلفية بشكل كبير. في عام 1979، حطم زميل إيرفينج في الفريق ولاعب الوسط داريل داكنز لوحات كرة السلة الخلفية في دوري كرة السلة الأميركي للمحترفين مرتين من خلال الغمس، مما أدى إلى سن قاعدة سريعة تجعل كسر لوحة السلة مخالفة قانونية.[بحاجة لمصدر] لقد تطورت التكنولوجيا للتكيف مع القوة والوزن المتزايدين للاعبين لتحمل قوة مثل هذه الغطسات، مثل الحافة المنفصلة ‏ (التي تم تقديمها إلى الدوري الاميركي للمحترفين في عام 1981) والتغييرات في المواد المستخدمة في اللوحات الخلفية، وتعزيز معايير الهدف نفسها. أدى اختراع آرثر إيرات لإنشاء حافة الانفصال مع زنبرك عليها إلى عودة الغطس في كرة السلة الجامعية.
كان المهاجم القوي جوس جونسون من فريق بالتيمور بوليتس أول من حطموا اللوحة الخلفية في دوري كرة السلة الأميركي للمحترفين، حيث حطم ثلاثة أهداف خلال مسيرته في الستينيات وأوائل السبعينيات. حطم لوك جاكسون أيضًا اللوحة الخلفية في عام 1968. في رابطة البيسبول الأمريكية، كسر تشارلي هينتز لوحتين خلفيتين في نفس المباراة في 6 نوفمبر 1970 مما أدى إلى إلغاء المباراة.
لقد قامت رابطة كرة السلة الأمريكية باعتبار تحطيم اللوحة الخلفية خطأ فنيا، على الرغم من أنه لن يتم احتسابه ضمن عدد اللاعبين السبعة الذين يمكن أن يجلب لهم الإيقاف، أو اثنين منهم نحو الطرد من اللعبة، ويتم احتسابه ضمن عدد اللاعبين الذين يرتكبون ستة أخطاء شخصية. وقد ساعد هذا في ردع هذا الإجراء، لأنه قد يكلف الفريق نقاطًا.

### عصر مسابقة سلام دنك
أقيمت أول مسابقة سلام دنك على الإطلاق في 27 يناير 1976 في ملعب ماكنيكولز الرياضي في دنفر خلال فترة الاستراحة بين شوطي مباراة أيه بي أيه أول ستار لعام 1976 ، وهي آخر مباراة كل النجوم في الدوري قبل اكتمال اندماج إن بي أيه وأيه بي أيه. تغلب إيرفينج على تومسون في الجولة النهائية، بعد أن قفز من خط الرمية الحرة. وكان المشاركون الآخرون هم آرتيس جيلامور، جورج غرفين، ولاري كينون.
أقامت رابطة كرة السلة الأمريكية إن بي أيه أول مسابقة سلام دنك كحدث لمرة واحدة يستمر طوال الموسم، على غرار حدث إن بي أيه هورس الذي أقيم في الموسم التالي. خلال فترة الاستراحة بين شوطي كل مباراة، كانت هناك منافسة فردية على تسجيل الأهداف. تم تسمية لاعب أيه بي أيه السابق دارنيل "دكتور دنك" هيلمان الفائز في ذلك الموسم. على الرغم من حصوله على شيك الفائز بقيمة 15000 دولار، لم يحصل هيلمان على الكأس حتى عام 2017.

###### العصر الحديث
كان فريق هيوستن كوجرز من عام 1982 إلى عام 1984، مع حكيم أولاجوون وكلايد دريكسلر، يُعرف باسم فاي سلاما جاما. كما شارك في بطولة نورث كارولينا تار هيلز الوطنية لعام 1982 أيضًا اثنان من اللاعبين البارزين: جيمس ورثي ومايكل جوردان.

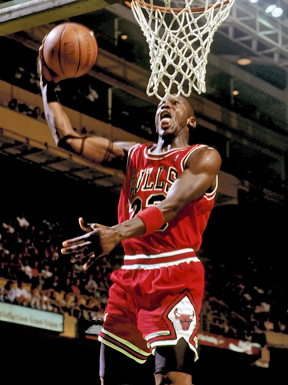
مايكل جوردن يسدد الكرة في عام 1987

فاز لاري نانس بمسابقة الغطس الحديثة الأولى في عام 1984. سبود ويب في 5 قدم 7 بوصة (1.70 م) هزم 6 قدم 8 بوصة (2.03 م) دومينيك ويلكنز في مسابقة الغطس عام 1986.
يُلقب مايكل جوردان بـ "إير جوردان" بسبب قدرته على الغطس، وقد اشتهر بغطسة أشار إليها بعض المشجعين باسم "لينر" في مسابقة عام 1987. تم تسمية هذه الغطسة بهذا الاسم لأن جسم جوردان لم يكن عموديًا على الأرض أثناء أداء الغطسة. صنفها مشاهدو قناة تي إن تي على أنها "أفضل غطسة على الإطلاق" متفوقة على غطسة فينس كارتر بين الساقين. في مسابقة إن بي أيه سلام دنك لعام 1988، والتي كانت بين مايكل جوردان ودومينيك ويلكنز، سدد جوردان من خط الرمية الحرة، تمامًا مثل إيرفينج، لكنه فتح ساقيه مما جعل رميته أكثر تميزًا من رمية إيرفينج.

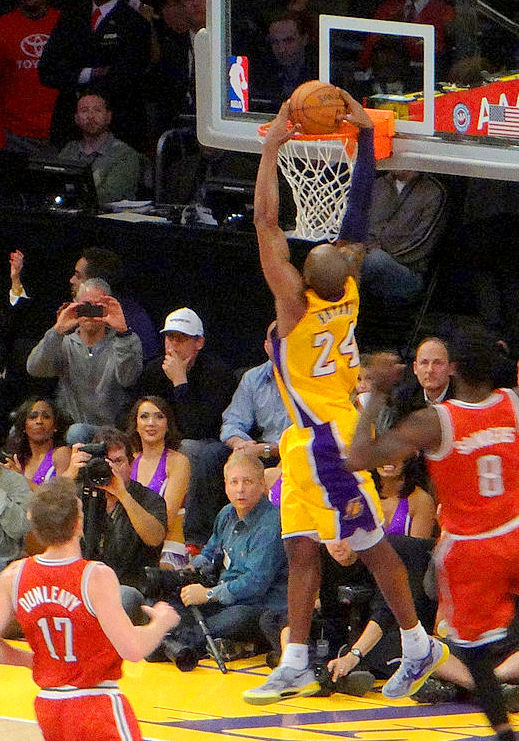
كوبي براينت يسدد الكرة في عام 2013

في موسمه الأول (1992–93) أثناء المباريات، قام لاعب الوسط شاكيل أونيل بغمس الكرة بقوة لدرجة أنه كسر الدعامة الهيدروليكية لمعيار هدف واحد (ضد فينيكس صنز) وكسر اللحامات التي تحمل معيار هدف آخر، مما تسبب في كسر السلة وسقوطها على الأرض (ضد نيوجيرسي نتس)، على الرغم من أن الزجاج لم ينكسر في كلتا الحالتين. وقد أدى هذا إلى تعزيز دعامات اللوحة الخلفية أيضًا. خلال نفس الموسم، حطم كريس موريس لاعب نيوجيرسي اللوحة الخلفية في مباراة ضد شيكاغو بولز (حادثة اللوحة الخلفية المحطمة الأحدث في دوري كرة السلة الأميركي للمحترفين حتى الآن).
في مسابقة إن بي أيه سلام دنك لعام 1996، تمكن الفائز برينت باري من تسجيل رمية حرة. حصل باري على 49 (من أصل 50) للغطس. فاز كوبي براينت بمسابقة الدنك عام 1997.

###### 2000-حتى الآن
سجل فينس كارتر هدفًا أثناء القفز فوق لاعب الوسط الفرنسي فريدريك فايس الذي يبلغ ارتفاعه 7 أقدام و 2 بوصات (2.18 مترًا) في دورة الألعاب الأولمبية الصيفية لعام 2000. أطلقت عليها وسائل الإعلام الفرنسية اسم "le dunk de la mort" - "غمسة الموت". في مسابقة الغطس عام 2000، استخدم كارتر تعليق الكوع إلى جانب غطسته العكسية في شكل طاحونة هوائية 360 (تذكرنا بغطسة كيني ووكر في شكل طاحونة هوائية 360 في عام 1989 باستثناء أن كارتر يدور في اتجاه عقارب الساعة، بينما يدور ووكر عكس اتجاه عقارب الساعة) والغطس بين الساقين. عند أداء هذه الحركات، كان جزء كبير من الجمهور عاجزًا عن الكلام، بما في ذلك الحكام، لأن أحدًا لم يسبق له أن رأى هذا النوع من الحركات من قبل.
في مسابقة سبرايت رايسينغ ستارز سلام دنك لعام 2008، قام دوايت هوارد بأداء قفزة "سوبرمان". ارتدى زي سوبرمان بينما قام حارس أورلاندو ماجيك جامير نيلسون بربط عباءة حول كتفيه. قام نيلسون برمي الكرة بطريقة رائعة عندما قفز هوارد من داخل الجانب الرئيسي لخط دائرة الرميات الحرة، وأمسك بالكرة ورماها عبر الحافة. هذه الغطسة مثيرة للجدل إلى حد ما، حيث لم تكن يده فوق مستوى عمودي على الحافة. يصر البعض على أنه ينبغي في الواقع اعتبارها غطسة لأن الكرة تم دفعها إلى أسفل داخل السلة، مما يلبي التعريف الأساسي للغطسة.
خلال مسابقة دنك في الدوري الأميركي للمحترفين لكرة السلة لعام 2009، تم إحضار هدف منفصل لهوارد إلى الملعب، وكانت الحافة أعلى بشكل ملحوظ من الهدف القياسي. بعد دخوله إلى كشك الهاتف في الخمسينيات من القرن الماضي وارتدائه زي سوبرمان مرة أخرى، تمكن هوارد من التقاط تمريرة من نيلسون وأكمل بسهولة رمية سلة بكلتا يديه على المرمى العالي. ورغم أن هذا لم يتم تنفيذه لأغراض تسجيل أرقام قياسية، إلا أن الغطسة حصلت على درجة مثالية واستجابة دافئة من الجمهور، ويرجع ذلك جزئيًا إلى مسرحيتها. في هذه المباراة أيضًا، ارتدى حارس المرمى نيت روبنسون، الذي يبلغ طوله 5 أقدام و9 بوصات، قميص نيويورك نيكس الأخضر وحذاء رياضيًا أخضر لتمثيل كريبتونيت، مرتديًا لحن سوبرمان الخاص بهوارد. استخدم كرة "كريبتونيت" خضراء، وقفز فوق هوارد الذي يبلغ طوله 6 أقدام و11 بوصة قبل أن يسجل الهدف. كان من الممكن أن يفوز روبنسون بهذه الغطسة والمسرحية، حيث تم التصويت له كفائز من قبل جماهير الدوري الأميركي للمحترفين. وبعد ذلك شكر روبنسون هوارد على السماح له بالتسديد فوقه، وطلب من الحضور أن يصفقوا لهوارد أيضًا.
وفي الآونة الأخيرة، حصل فريق كليبرز على لقب "مدينة اللوب" منذ عام 2011 فصاعدًا، حيث استخدم كريس بول التمريرات القصيرة بشكل منتظم إلى زملائه في الفريق بليك جريفين، ودياندري جوردان.
يحمل جافال ماكجي حاليًا الرقم القياسي العالمي لأكبر عدد من الدنك في كرة السلة في قفزة واحدة: ثلاثة. أثناء المنافسة في مسابقة إن بي أيه سبرايت سلام دنك لعام 2011، قفز ماكجي مع كرتين بحوزته وقام بغمس كل منهما قبل أن يتلقى تمريرة ألي-أوب من زميله في الفريق جون وول ويسددها بقوة.
في مسابقة إن بي أيه سلام دنك لعام 2016، سجل زاك لافين رمية حرة من خط الرمية الحرة في ثلاث مناسبات: يد واحد، وطاحونة هوائية، وبين الساقين. حصل جميع اللاعبين على 50 نقطة في مسابقة الدنك وفازوا بها.